# Jalil Muntaqim

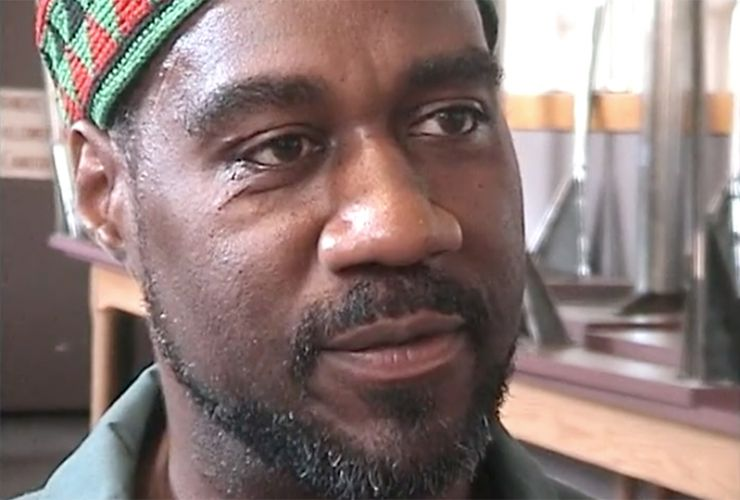
Jalil Muntaqim (etwa 2002)

Jalil Abdul Muntaqim (* 18. Oktober 1951 in Oakland als Anthony Bottom) ist ein ehemaliges Mitglied sowohl der Black Panther Party (BPP) als auch der Black Liberation Army (BLA).

## Leben
In seiner Jugend war er bei der National Association for the Advancement of Colored People, demonstrierte gegen Polizeigewalt und war an Untergrundaktionen beteiligt.
Am 21. Mai 1971 wurde er in Kalifornien zusammen mit Albert “Nuh” Washington und Herman Bell verhaftet und 1974 wegen Mordes an zwei New Yorker Polizisten verurteilt. Am 7. Oktober 2020 wurde er nach mehr als 49 Jahren Haft auf Bewährung entlassen, nachdem ihm diese Entlassung vorher 11-mal verweigert worden war.
Sein Fall wird in den USA kontrovers diskutiert.

## Schriften
- We Are Our Own Liberators: Selected Prison Writings. 2., erweit. Auflage. Arissa Media Group, 2010, ISBN 978-0-9742884-6-8.